# Conioscinella eucalypti
Conioscinella eucalypti är en tvåvingeart som beskrevs av Spencer 1978. Conioscinella eucalypti ingår i släktet Conioscinella och familjen fritflugor. Inga underarter finns listade i Catalogue of Life.